# Битва при Киноскефалах
Би́тва при Киноскефа́лах (июнь 197 до н. э.) — сражение между римской и македонской армиями в Фессалии за контроль над Грецией. Это было первое масштабное полевое сражение римских легионов и македонской фаланги. Римский проконсул Тит Квинкций Фламинин нанёс сокрушительное поражение македонскому царю Филиппу V. Битва показала превосходство шахматной тактики легионов над линейной шеренгой фаланги. Контроль над Грецией перешёл от Македонии к Риму.

## Предыстория
В течение первых двух лет военных действий римляне не имели существенных успехов в Македонии. Изменение ситуации началось с 199 года, когда к Риму присоединились Ахейский и Этолийский союзы. Несмотря на то, что македоняне удержали Коринф и отбили Аргос, Филипп начал переговоры о мире.
Осенью 198 г. до н. э. состоялась встреча в локридской Никее, в которой участвовали и римские союзники. Совместные требования союзников по факту вынуждали Македонию отказаться от территориальных приобретений в ходе предыдущих нескольких лет в войнах с Египтом, а также вывести войска из Греции и Малой Азии. Подобные требования царь назвал оскорбительными, и переговоры закончились ничем, хотя условия мира, выдвинутые сторонами, были направлены на оценку в сенате.
Сенат решил продолжать войну, поручив ведение её Фламинину на правах проконсула. Генерального сражения желали обе стороны: Филипп мог коренным способом изменить ход войны, а Фламинин опасался прибытия возможного преемника.

## Силы сторон
Фламинин имел под началом около 25.5 тыс. человек: 20 тыс. легионеров, 2 тыс. лёгкой пехоты, 2,5 тыс. кавалерии и 20 боевых слонов; также были союзные отряды этолян, афаманская лёгкая пехота и наёмные кипрские лучники (т. н. «критяне»).
Филипп располагал войском в 27 тыс. человек, из них 16 тыс. фалангитов, 4 тыс. легкой пехоты, 2 тыс. всадников и 5 тыс. наемников и союзников из Крита, Иллирии и Фракии. Царь использовал все имеющиеся резервы, в войско были призваны 16-летние юноши и уже отслужившие старики.

## Битва
В начале битвы македонская фаланга опрокинула левый фланг римского войска, после чего начала быстрое продвижение вперёд, тесня римлян. Но из-за холмистой местности строй фаланги нарушился, и она стала уязвимой. В то же время левый фланг македонского войска не выдержал совместной атаки римских манипул, этолийской конницы и слонов.
По словам Полибия и Ливия, погибло 8 тыс. македонян, было взято 5 тыс. пленных. Римляне потеряли около 2 тыс. человек, многие получили ранения.

## Последствия
После краткого преследования Фламинин вынудил Филиппа бежать к Темпам в Македонию. После этого начались переговоры, окончившиеся подписанием мирного договора на римских условиях. По нему Македония выводила войска из Греции и Малой Азии, сокращала вооружённые силы до 5 тыс. человек и выплачивала контрибуцию Риму в размере 1200 талантов. Также Македония была лишена права объявлять войну кому бы то ни было без разрешения римского сената.